# Grand Norven
Le Grand Norven est un sloop sardinier construit en 1993 sur le chantier du Guip à l'Île-aux-Moines, dans le golfe du Morbihan. Il appartient à  l'association Bateau Ville de Piriac.
Il a le label BIP (Bateau d'intérêt patrimonial) de la Fondation du patrimoine maritime et fluvial.
Son immatriculation de francisation est : SN 840 147 (quartier maritime de Saint-Nazaire).

## Histoire
C'est une réplique construite d'après divers plans de sinagots par Jean-Pierre Lecouveour à la demande de l'association Bateau Ville de Piriac créée en 1991.
Il est construit en chêne, avec des panneaux de pont en sapin. Il possède un seul mât de 9 m et un bout-dehors, supportant un gréement aurique (grand-voile : 40 m2, trinquette : 14 m2, hunier : 15 m2, plus un foc ballon et un foc léger).
Le Grand Norven a été réalisé dans le cadre du concours « Bateaux du patrimoine des côtes de France » organisé par le magazine Chasse-Marée à l'occasion du rassemblement de gréements traditionnels des fêtes maritimes de Brest de 1992, par le chantier du Guip.
Ce type de bateau existait sur Piriac, des années 1920 aux années 1950. Il servait à la pêche locale, au chalut à livarde, aux casiers et aussi au filet droit pour la sardine.
L'association gestionnaire du Grand Norven propose des sorties en mer pour la découverte de la navigation traditionnelle. La boutique du Grand Norven est située sur le port de Piriac-sur-Mer.

Le sloop sardinier participe aux divers rassemblements de gréements traditionnels et fêtes maritimes bretonnes.